# 港鐵車廂電視
港鐵車廂電視（英語：MTR In-train TV，前稱「新聞直線」，兩鐵合併前對外稱為「九鐵新聞直線」），是香港的一個流動多媒體資訊系統，每輛提供港鐵車廂電視服務的列車上都裝有乘客資訊顯示系統（英語：Passenger Information Display System，簡稱PIDS），透過該系統的聲音和畫面向乘客發放訊息。在緊急狀況時亦會向乘客發放重要訊息。

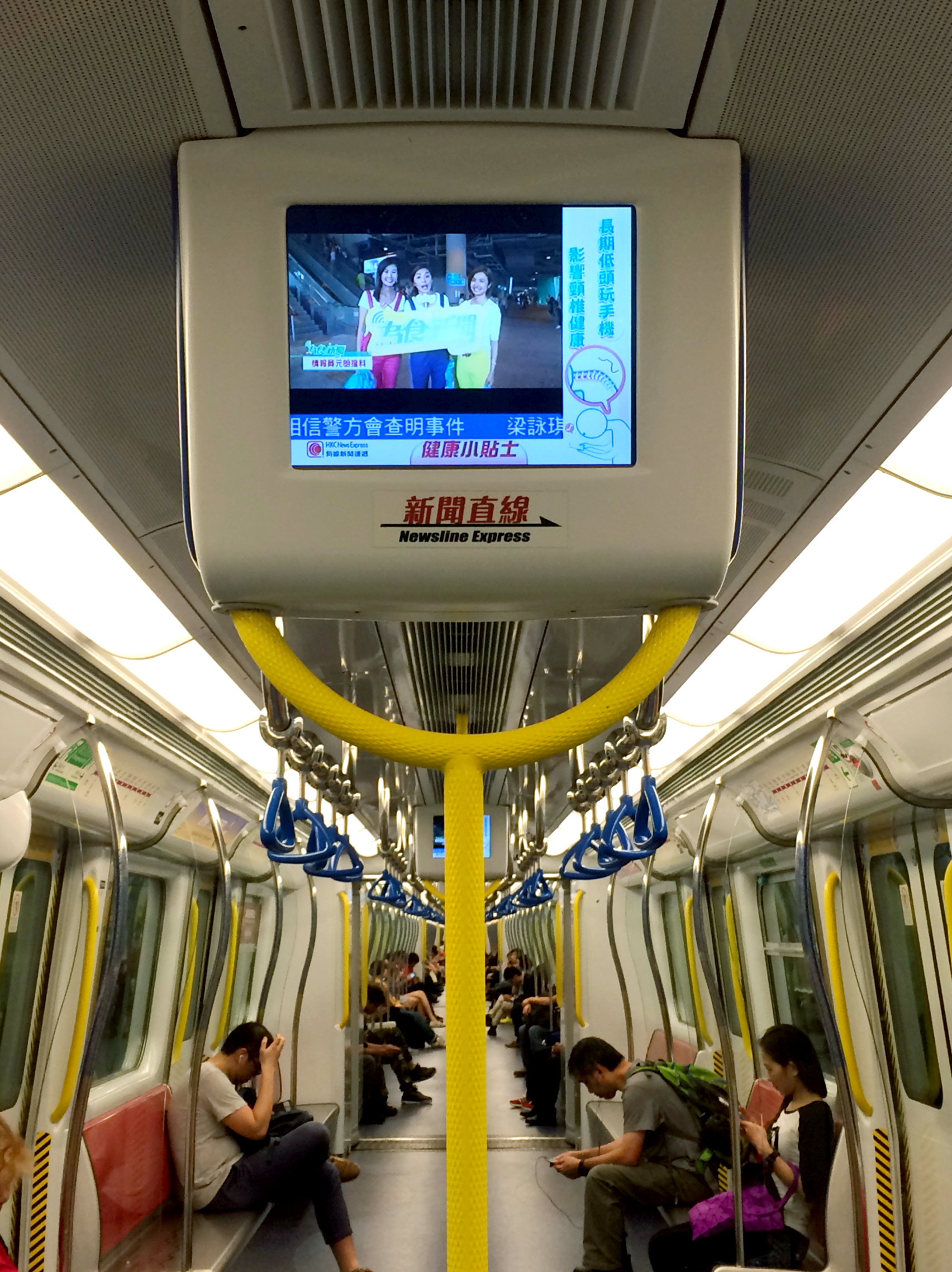
SP1900型電動列車上的「港鐵車廂電視」液晶顯示器，為4:3液晶顯示器

## 簡介
九廣鐵路公司於2005年7月起引入有線寬頻旗下的「香港有線新聞速遞有限公司」，於九廣東鐵（現東鐵綫）、九廣西鐵及馬鞍山鐵路（現合併成屯馬綫）的列車顯示屏上播出有線新聞的片段，合併後則改用不含九鐵標誌的代表標誌並一直沿用至2016年改稱港鐵車廂電視為止，並分別於2011年12月7日、2016年12月28日、2017年3月12日、2021年2月6日以及2022年11月27日起開始觀塘綫的北車長客電動列車、南港島綫中國製列車、屯馬綫中國製列車、東鐵綫現代列車以及市區綫中國青島四方製列車提供服務。

## 節目內容
港鐵車廂電視會播放從HOY資訊台及HOY TV節錄出來的新聞片段及娛樂消息，並在片段之間加插廣告，主要播放模式為數段新聞再配以一分鐘的廣告。螢幕下方會出現文字顯示當天的即時新聞，並以跑馬燈形式打出。到2015年亦播出為食情報局精華片段。
2017年5月14日起，娛樂新聞以「奇妙娛樂新聞」名義播放。
2018年10月23日起，因應奇妙電視中文台改名為香港開電視，娛樂新聞以「娛樂頭條 E-News Headline」名義播放。
現時，除了播放新聞以及娛樂新聞，簡時會播放有線電視及香港開電視旗下自家節目/外購節目，例如樓盤傳真、30分鐘大放餸、健康原因知多D等。

## 網絡
現時，港鐵車廂電視已裝置於東鐵綫及屯馬綫之車隊，合共超過80趟列車，加上於2011年投入服務的觀塘綫新列車和2016年底投入服務的南港島綫列車，現有約5,000部液晶體顯示屏幕。將來因應新列車的陸續引入，港鐵車廂電視亦會引入全市區綫（包括荃灣綫和將軍澳綫）。

## 佈置
每列列車大部分車卡設有港鐵車廂電視顯示屏，下列車卡為「靜音車廂」，則只會播放影片，而不會播放音訊：
- 東鐵綫都城嘉慕電動列車（已經退役）──南行方向第1、第4、第9（部份）及第11卡、北行方向第2、第4（部份）、第9及第12卡；
- 港鐵市區綫願景列車、觀塘綫的北車長客電動列車、屯馬綫的SP1900/SP1950/KRS991/1151型號電動列車及屯馬綫中國製列車──第1及第8卡；
- 南港島綫的列車──南行方向第1卡、北行方向第3卡。
- 東鐵綫的港鐵東鐵綫現代列車──南行方向第1、第6（部份）及第9卡、北行方向第1、第4（部份）、及第9卡

## 顯示方式

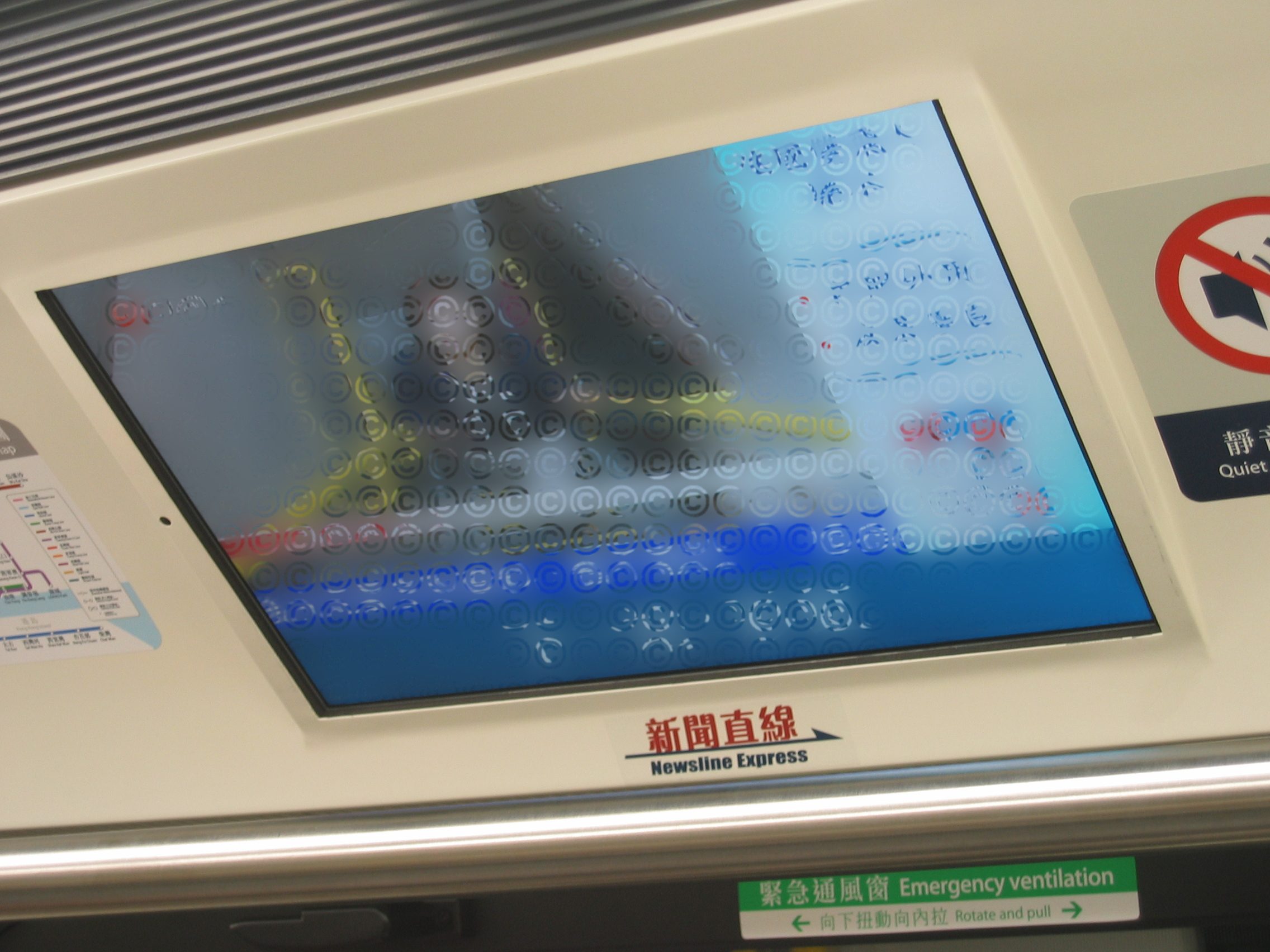
觀塘綫北車長客電動列車上的「港鐵車廂電視」液晶顯示器

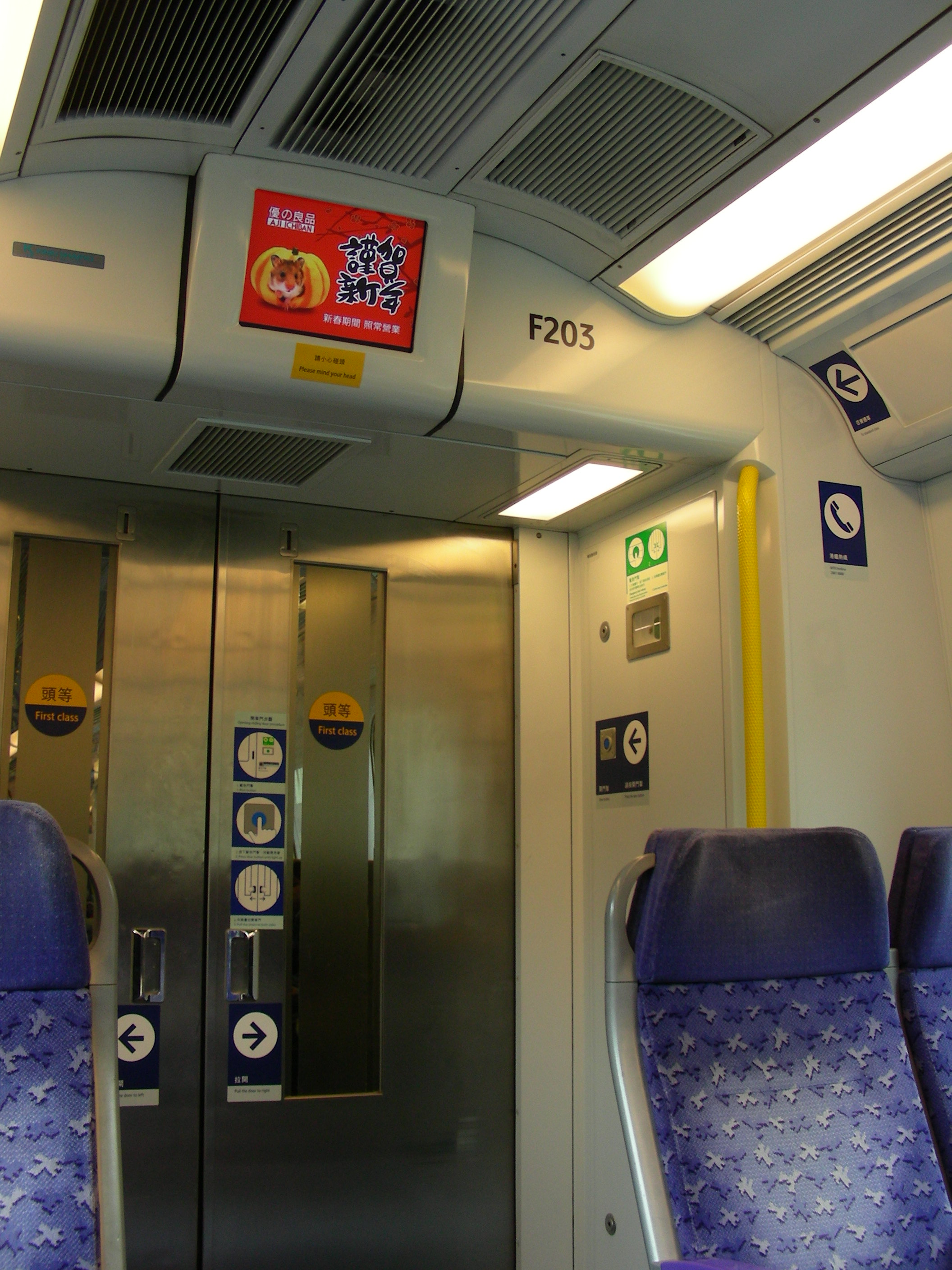
東鐵綫頭等車廂內的「港鐵車廂電視」液晶顯示器（原F203已改為H365）

港鐵車廂電視畫面不定時分成多個區域，用作顯示新聞跑馬燈及定格廣告之用。當作出車站或車務廣播時，港鐵車廂電視的聲音會調小至不影響廣播的水平甚至靜音，而SP1900/1950型電動列車（自2021年2月6日起東鐵綫配合9卡新車運作現已消失）、北車長客電動列車及南港島綫中國製列車更會於螢幕下方打出廣播的相應文字顯示，惟前者只在廣播進行時臨時調整畫面佈局顯示文字，後者則在固定的區塊中顯示文字。

## 播放媒介
港鐵車廂電視在不同型號列車的顯示媒介如下：
- 東鐵綫中期翻新列車（已經退役）、觀塘綫中國製列車、南港島綫中國製列車及市區綫願景列車液晶顯示器為22吋16:9寬螢幕液晶顯示器；
- 東鐵綫現代列車及屯馬綫中國製列車液晶顯示器為27吋16:9寬螢幕液晶顯示器；
- 屯馬綫的伊藤忠近畿川崎列車為19吋4:3或19吋16:10液晶顯示器（現時所有該款列車已經更換新電視）；

## 乘客反應
多數乘客都認為港鐵車廂電視提供了一個資訊平台，但基於近年手機上網普及，多數乘客並不留意車廂電視內容。而部分乘客對於車廂電視畫面下方、主要由有線新聞提供的滾動式新聞有所微言，因為有時一段新聞未完全顯示就會跳去另一畫面，令乘客無法讀取該條新聞。
普遍乘客對港鐵車廂電視播放的本地新聞、國際新聞及天氣報告等內容表示滿意。雖然有乘客認為港鐵車廂電視發出嘈音，影響想在列車上休息的乘客，但亦有乘客欣賞港鐵設有靜音車廂的安排，認為可以選擇性地收看港鐵車廂電視內容，對此安排表現正面。

## 外部連結
- 有線新聞速遞官方網頁
- 香港鐵路大典上的相关条目：港鐵車廂電視